# Environnement au Népal
Au Népal, l’environnement est l'ensemble des éléments — biotiques ou abiotiques — qui entourent un individu ou une espèce et dont certains contribuent directement à subvenir à ses besoins.
Bien qu'il ne soit à l'origine que de 0,025 % des émissions de gaz à effet de serre, le Népal est l'un des pays les plus vulnérables et les plus affectés par le changement climatique. Avec le réchauffement climatique, la fonte des glaciers (le Népal a perdu le quart de ses glaciers entre 1997 et 2010) a entraîné la formation de lacs proglaciaires. Ces retenues d'eau représentent une menace potentiellement dévastatrice ; si les berges rompent, des dizaines de milliers de personnes pourraient être déplacées.

## La biodiversité du Népal

### Milieux, faune et flore

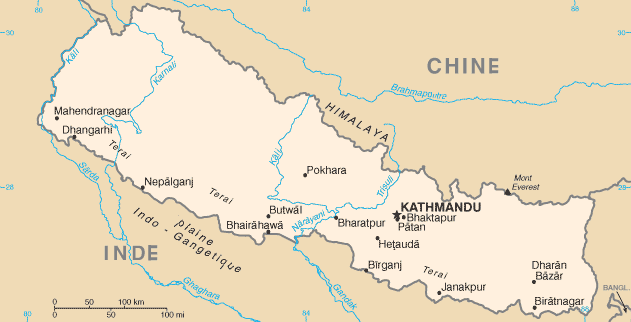
Carte du Népal.

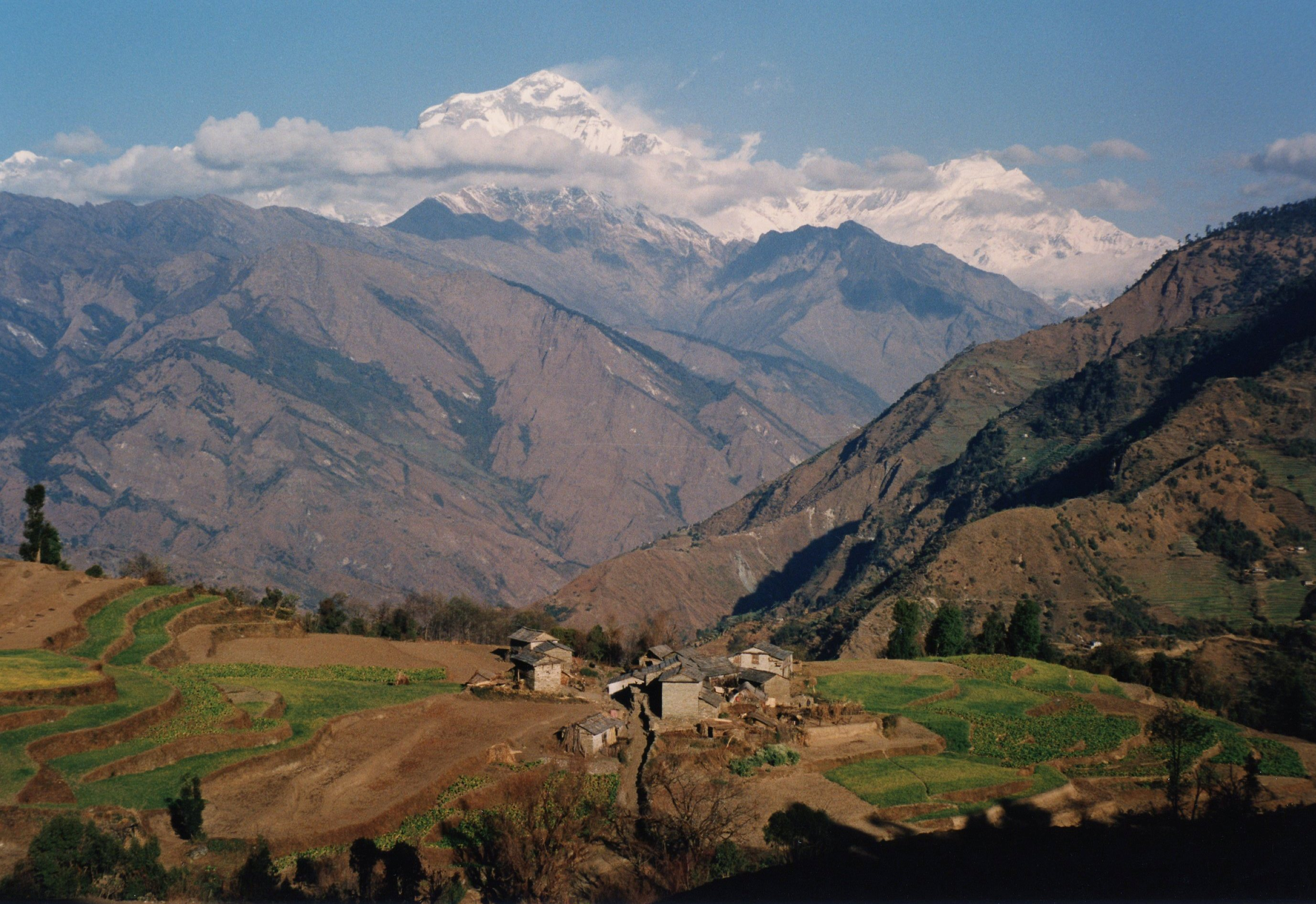
Le mont Dhaulagiri depuis Ghorepani.

#### Milieux
Le Népal possède une très grande variété de paysages, s'étendant du tropical humide du Terraï, au sud, jusqu'aux plus hautes montagnes du monde, au nord. Le Népal possède huit montagnes parmi les dix plus hautes du monde, dont, à l'Est l'Everest (Sagarmatha en népalais) qui marque la frontière avec une partie de la région tibétaine de Chine.
D’un point de vue physique, le Népal peut être divisé en trois zones (ceintures) grossièrement orientées est-ouest : la zone montagneuse, la zone des collines et la région du Terraï.
Ces trois zones sont parcourues par les cours d’eau majeurs du pays. L'altitude varie de 60 mètres dans le Téraï à 8 849 mètres avec l'Everest. 

#### Faune et flore

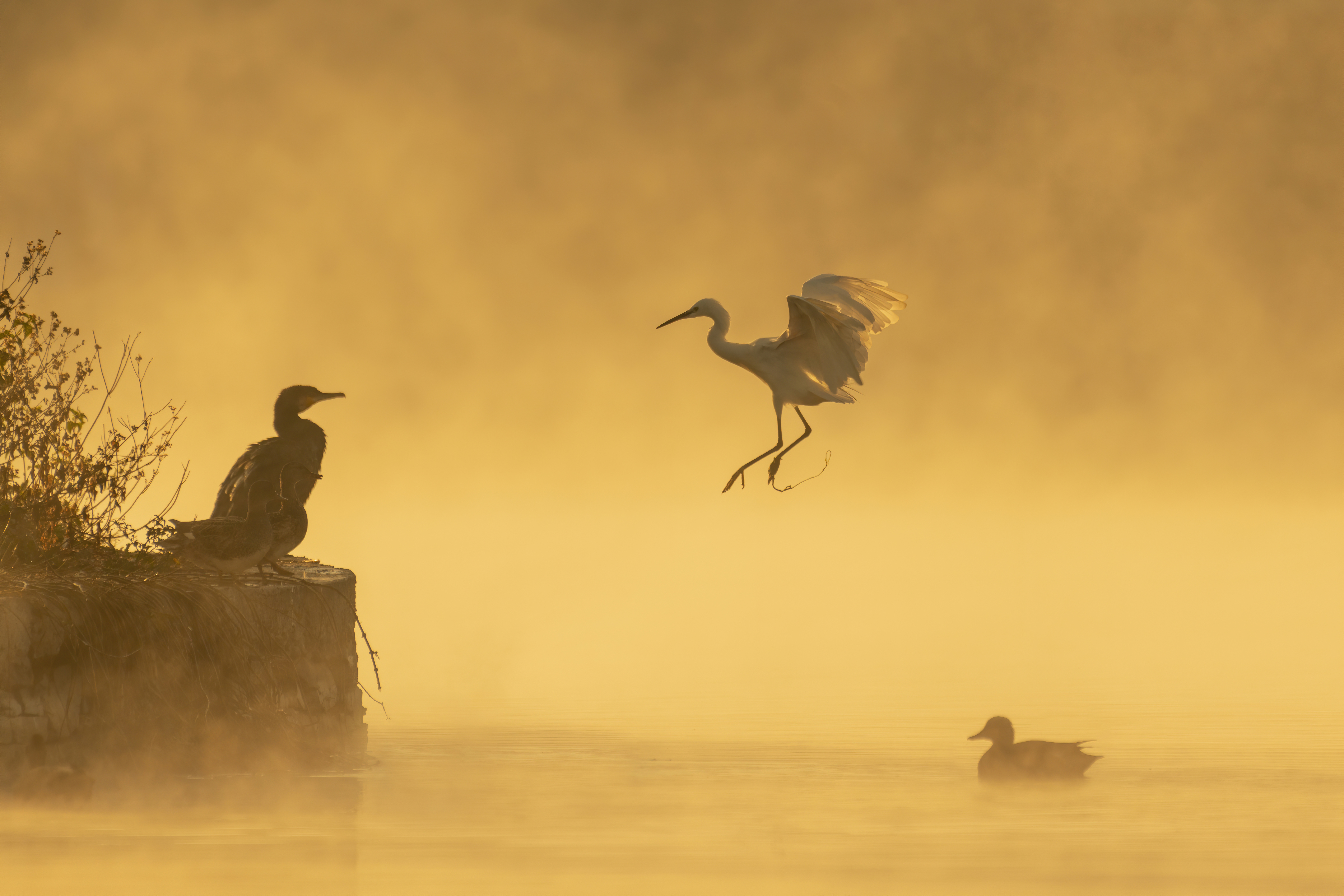
Un grand Cormoran, une aigrette garzette et un canard chipeau, sur le lac Taudha près de Katmandou, parties de la faune dans l'environnement au Népal. Décembre 2019.

Les montagnes de l’Himalaya abritent un écosystème particulièrement diversifié, avec de nombreuses espèces, parmi lesquelles les léopards des neiges, les loups et les cerfs.
Par ailleurs, le Népal estime que 235 tigres vivent à la fin des années 2010 au sein des 5 parcs nationaux du pays, soit un doublement de la population en 10 ans.
Le parc national de Parsa, située dans la région baptisée plaine du Terraï, composée d'un étroit bassin versant boisé au pied de l'Himalaya, est l'habitat de plusieurs espèces, à l'instar de l'éléphant d'Asie, de l'ours lippu, du sambar, du calao bicorne et du rhinocéros indien, espèce emblématique du Népal.

## Impacts sur les milieux naturels

### Déforestation
Seulement 20 % de la superficie totale du pays est cultivable et les besoins croissants de la population en bois de chauffage et en riz entraînent une déforestation importante. 

### Pollutions

#### Les émissions de gaz à effet de serre (GES)
Il n'est à l'origine que de 0,025 % des émissions de gaz à effet de serre mondiales.
En 2012, les émissions de gaz à effet de serre (GES) étaient de ... MTCO2, soit ... % des émissions mondiales.

#### La pollution de l'air
Au début de l'année 2021, l’atmosphère de Katmandou atteint des taux de pollution records. Ce sont notamment la trop forte concentration en particules fines PM2.5 et le niveau d’ozone qui se révèlent particulièrement inquiétants, dépassant largement les doses maximales recommandées par l’OMS. En fin de semaine, des valeurs de plus de 300 à l’indice de qualité de l’air ont été observées, ce qui désigne le plus haut niveau d’alerte. Et le phénomène s'est généralisé à l’ensemble du pays puisque dans d'autres villes du Népal, comme Butwāl, l'air était encore plus pollué. Le gouvernement népalais a donné l’ordre de fermer les écoles et les universités du lundi 29 mars au vendredi 2 avril inclus à Katmandou. Si les feux de forêts, habituels en cette saison, contribuent à la pollution de l'air, les activités humaines sont fortement responsables

#### La gestion des déchets
En l’absence de filière efficace de gestion des déchets, une large partie de la population a encore recours à l'incinération d'ordures.

### Impacts de l'urbanisation

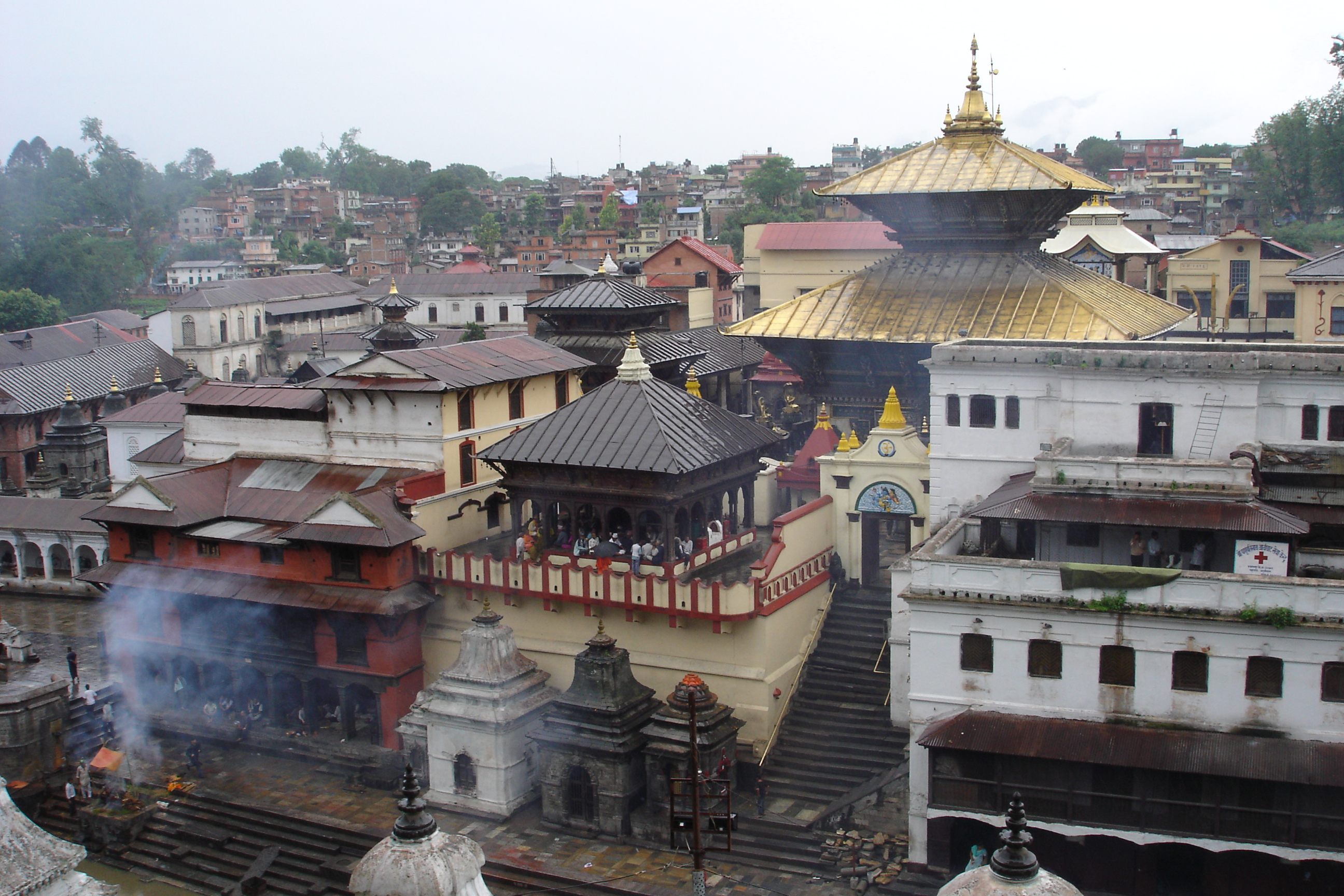
Katmandou

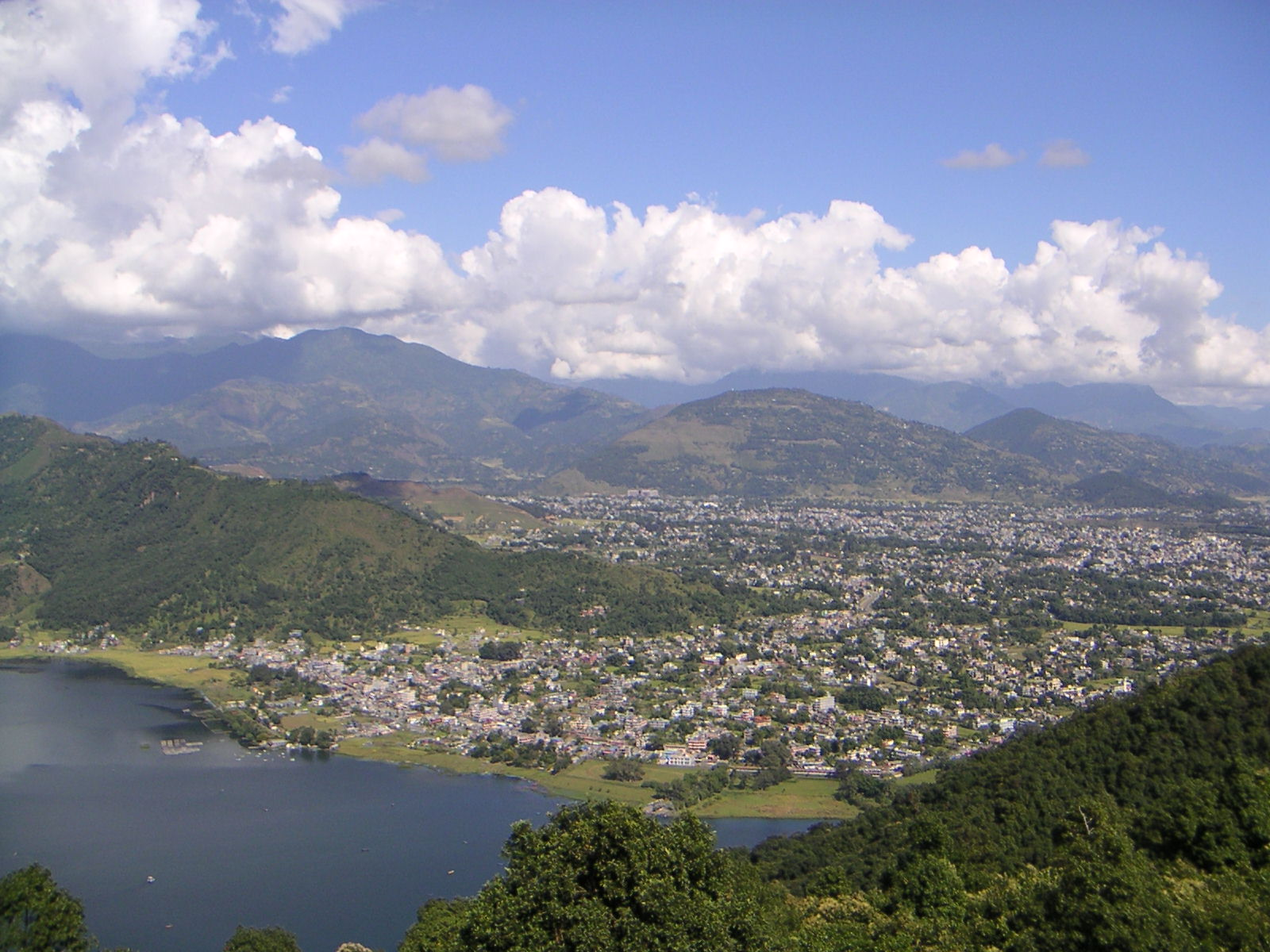
Pokhara

## L'exposition aux risques

### Le risque de séisme
Le Népal est une région soumise à des séismes fréquents en raison de la subduction de la plaque indienne sous la plaque eurasiatique, à l'origine de l'élévation de l'orogène Himalaya.

### Le risque de rupture de berges
Bien qu'il ne soit à l'origine que de 0,025 % des émissions de gaz à effet de serre mondiales, le Népal est l'un des pays les plus vulnérables et les plus affectés par le changement climatique. Avec le réchauffement climatique, la fonte des glaciers (le Népal a perdu le quart de ses glaciers entre 1997 et 2010) a entraîné la formation de lacs proglaciaires. Ces retenues d'eau représentent une menace potentiellement dévastatrice ; si les berges rompent, des dizaines de milliers de personnes pourraient être déplacées.

### Le risque inondation / glissement de terrain
En juin 2024, des inondations et des glissements de terrain au Népal provoquent le décès d'au moins 14 personnes. Vendredi 12 juillet 2024, une soixantaine de personnes sont portées disparues, dans le centre du Népal, en raison d’un glissement de terrain qui a emporté deux cars dans le lit d'une rivière. Les accidents mortels sont relativement fréquents dans ce pays himalayen en raison du mauvais état des routes, aggravé par la mousson, et de l’état des véhicules parfois mal entretenus.

### Le risque incendie
Autour du mois d'avril, des feux de forêts ont régulièrement lieu sur plusieurs sommets himalayens, et contribuent à la pollution de l'air.
En 2021, les incendies sont localisés à des altitudes plus élevées que d’habitude, rendant l’intervention des services de pompiers compliquée. De nombreuses espèces, parmi lesquelles les léopards des neiges, les loups et les cerfs voient ainsi leur habitat naturel menacé par les flammes. A la date du 3 avril 2021, ce sont 700 hectares de forêt qui ont été détruits dans le seul district de Manang, au nord-ouest de la capitale.

## Politique environnementale au Népal

### Traités internationaux
Le Népal a signé le protocole de Kyoto.

### Politique nationale
Des mesures de protection du tigre ont été mises en place par le gouvernement : il a notamment fait agrandir le parc national de Parsa et augmenté le nombre de gardes qui patrouillent dans les zones protégées du pays (ils sont aujourd'hui 8 000).